# Peter Hansen
Peter Hansen (Oakland, Kalifornia, 1921. december 5. – Santa Clarita, Kalifornia, 2017. április 9.) amerikai színész.

## Filmjei

### Mozifilmek
- Az utolsó helyőrség (The Last Outpost) (1951)
- Világok összeütközése (When Worlds Collide) (1951)
- A világ legnagyobb látványossága (The Greatest Show on Earth) (1952)
- Brigadoon titka (Brigadoon) (1954)
- Az erőszakos férfiak (The Violent Men) (1955)
- A király tolvaja (The King's Thief) (1955)
- Tízparancsolat (The Ten Commandments) (1956)
- Vadnyugati becsület (Three Violent People) (1956)
- Egy maroknyi csoda (Pocketful of Miracles) (1961)
- A rózsák háborúja (The War of the Roses) (1989)
- Szitakötő (Dragonfly) (2002)

### Tv-sorozatok
- The Lone Ranger (1954–1955, öt epizódban)
- Perry Mason (1958, egy epizódban)
- How the West Was Won (1976–1977, hét epizódban)
- General Hospital (1980–1985, hat epizódban)
- Öreglányok (The Golden Girls) (1985, egy epizódban)
- Magnum (1985, egy epizódban)

## További információ
- Peter Hansen a PORT.hu-n (magyarul)
- Peter Hansen az Internetes Szinkronadatbázisban (magyarul)
- Peter Hansen az Internet Movie Database-ben (angolul)
- Peter Hansen a Rotten Tomatoeson (angolul)